# Дзекановичі (Краківський повіт)
Дзекановичі (пол. Dziekanowice) — село в Польщі, у гміні Зельонки Краківського повіту Малопольського воєводства.
Населення — 679 осіб (2011).
У 1975-1998 роках село належало до Краківського воєводства.

## Демографія
Демографічна структура станом на 31 березня 2011 року:
|          | Загалом | Допрацездатний вік | Працездатний вік | Постпрацездатний вік |
| -------- | ------- | ------------------ | ---------------- | -------------------- |
| Чоловіки | 335     | 80                 | 224              | 31                   |
| Жінки    | 344     | 65                 | 210              | 69                   |
| Разом    | 679     | 145                | 434              | 100                  |